# Mračna tantra
Mračna tantra je redovna epizoda Marti Misterije premijerno objavljena u Srbiji u svesci #58. u izdanju Veselog četvrtka. Sveska je objavljena 20. maja 2021. Koštala je 380 din (3,2 €; 3,6 $). Imala je 154 strane.

## Originalna epizoda
Originalna epizoda pod nazivom Tantro oscuro objavljena je premijerno u #336. regularne edicije Marti Misterije koja je u Italiji u izdanju Bonelija izašla 10. decembra 2014. Scenario je napisao Paolo Morales, a nacrtao Orlandi Alfredo. Naslovnu stranu nacrtao Đankarlo Alesandrini. Koštala je 6,3 €.